# 樟树镇 (永兴县)
樟树乡，是中华人民共和国湖南省郴州市永兴县下辖的一个乡镇级行政单位。

## 行政区划
樟树乡下辖以下地区：
樟树社区、坦泉村、洋佳村、天禾塘村、曹子芳村、湖塘村、便冲村、仙水村、上应村、天堂村、樟树村、大岭村、石桥村、界江村、腾头村、树头村、厅头村和小浦村。